# Sŏlpa Sang’ŏn
Sŏlpa Sang'ŏn (ur. 1710, zm. 1791) – koreański mistrz doktryny (kyo).

## Życiorys
W wieku 19 lat został mnichem. Studiował u takich nauczycieli jak Yŏnbong i Hoeam Sŏng'an z linii przekazu Pyŏgama Kaksŏnga. Ostatecznie został spadkobiercą Hoama Chejŏnga.
W wieku 33 lat prowadził serię wykładów w klasztorze Yongch'u na życzenie słuchaczy. Jego specjalnością była Sutra Hwaŏm. Głównym komentarzem używanym przy zajmowaniu się tą sutrą była praca Qinglianga. Jednak tekst ten miał pewne niejasne fragmenty niezrozumiałe dla uczniów i Sŏlpa przeorganizował go i objaśnił niejasne fragmenty, co uczyniło studia nad tą sutrą łatwiejszymi.
W ostatnich latach swojego życia przebywał w klasztorze Yŏngwonam na górze Chiri, gdzie poświęcił się głównie śpiewaniu sutry.
Zmarł w 1791 roku.

## Prace literackie
- Ch'ŏngnyangch'ojŏkgyŏrŭn-gwa (Ujawnienie ukrytych znaczeń w komentarzu Qinglianga)
- Kuhyŏn-gi (Zapiski z uchwycenia głębokości)

## Linia przekazu Dharmy
Pierwsza liczba to kolejność pokoleń od Mahakaśjapy. (1)
Druga liczba, to pokolenie od 1 Patriarchy Chin – Bodhidharmy (28/1)
Trzecia liczba, to pokolenia mistrzów koreańskich.
- 63/36/7 Sŏsan Taesa (1520–1604)
  - 64/37/8 P’yŏnyang Ŏngi (1581–1644)
    - 65/38/9 P’ungdam Uidam (P’ungdam Ŭisim i Pungjung Hŏnsim) (1592–1665)
      - 66/39/10 Sangbong Chŏngwon (1627–1709)
        - 67/40/11 ?
          - 68/41/12 ?
            - 69/42/13 ?
              - 70/43/14 Uich'ŏm Inak (1746–1796)

      - 66/39/10 Woljŏ Doan (1638–1715)
        - 67/40/11 Ch'ubung (bd)
        - 67/40/11 Ch'ŏho (bd)
        - 67/40/11 Suil (bd)

      - 66/39/10 Wŏldam Sŏljŏ (bd)
        - 67/40/11 Hwansŏng Chian (1664–1729)
          - 68/41/12 Hamwol Haewon (1691–1770)
          - 68/41/12 Ch’wijin Ch’ŏrim (bd)
          - 68/41/12 Yongam Chŭngsuk(bd)
          - 68/41/12 Hoam Chejŏng (1687–1748)
            - 69/42/13 Yŏndam Yu'il (1720–1799)
              - 70/43/14. Taeŭn Nang'o (1780–1841)
              - 70/43/14. Paengnyŏn Toyŏn (1737–1807)
                -                   - 71/44/15. Wanho Yunu (1758–1826)
                    - 72/45/16. Ch'oŭi Ŭisun (1786–1866)
                      - 73/46/17. Sŏn'gi
                      - 73/46/17. Pŏmin

            - 69/42/13 Sŏlpa Sang'ŏn (1710–1791)
              - 70/43/14 Kye'un Honghwal (bd)
              - 70/43/14 Yong'ak Sŏngni (bd)
              - 70/43/14 Paekp'a Kŭngsŏn (1767–1852)
                - 71/44/15 Ch'immyŏng Hansŏng (1801–1876)
                - 71/44/15 Tobong Chŏnggwan (bd)
                - 71/44/15 Sŏldu Yuhyŏng (1824–1889)

            - 69/42/13 Chŏngbong Kŏan (bd)
              - 70/43/14 Yulbong Chŏngwa (bd)
                - 71/44/15 Kŭmhŏ Pŏpjŏm (bd)
                  - 72/45/16 Yŭngam Pongyu (bd)
                    - 73/46/17 Yŏnwŏl Pongyul (bd)
                      - 74/47/18 Manhwa Posŏn (bd)
                        - 75/48/19 Kyŏnghŏ Sŏngu (1849–1912)
                          - 76/49/20 Yongsong (1864–1940)
                          - 76/49/20 Suwŏl (1855–1928)
                          - 76/49/20 Hyewŏl Haemyong (1861–1937)
                          - 76/49/20 Mangong Wŏlmyŏn (1872–1945)
                          - 76/49/20 Hanam Chungwŏn (1876–1951)